# Guadalupe Salvatierra
Guadalupe Salvatierra är en ort i Mexiko.   Den ligger i kommunen Comitán Municipality och delstaten Chiapas, i den sydöstra delen av landet, 800 km öster om huvudstaden Mexico City. Guadalupe Salvatierra ligger 2 256 meter över havet och antalet invånare är 104.
Terrängen runt Guadalupe Salvatierra är kuperad. Runt Guadalupe Salvatierra är det ganska tätbefolkat, med 100 invånare per kvadratkilometer. Närmaste större samhälle är Teopisca, 15,4 km väster om Guadalupe Salvatierra. I omgivningarna runt Guadalupe Salvatierra växer huvudsakligen savannskog.